# Swammerdamella aethiopica
Swammerdamella aethiopica är en tvåvingeart som först beskrevs av Oswald Duda 1928.  Swammerdamella aethiopica ingår i släktet Swammerdamella och familjen dyngmyggor.
Artens utbredningsområde är Ghana. Inga underarter finns listade i Catalogue of Life.